# Haddowia longipes
Haddowia longipes är en svampart som först beskrevs av Joseph-Henri Léveillé, och fick sitt nu gällande namn av Steyaert 1972. Haddowia longipes ingår i släktet Haddowia och familjen Ganodermataceae.   Inga underarter finns listade i Catalogue of Life.